# Щавинський Мечислав Мечиславович
Мечислав Мечиславович Щавінський (нар. 21 серпня 1915) — український радянський актор опери (тенор) і кіно.

## Біографія
Народився 8 серпня (21 серпня за новим стилем) 1915.
У 1945 році закінчив Вінницький медичний інститут.
Свою артистичну діяльність почав як вокаліст в самодіяльних колективах.
У 1940 і 1946—1947 — соліст  Вінницького оперного театру, в 1947—1949 — Московського оперно-драматичного театру ім. Станіславського (одночасно брав уроки співу у  Л. Я. Шор-Плотниковой, а в 1955—1959 у А. С. Стрельниковой).
З 1949 — соліст  Московського музичного театру ім. Станіславського і Немировича-Данченка, був сценічним партнером Тамари Янко.
В РДАЛМ є матеріали, присвячені М. Щавинському.

## Нагороди
- Заслужений артист РРФСР (1957).